# カール・フォン・スタイガー
カール・フォン・スタイガー（Karl Von Steiger、本名：Edward Lorne Corlett、1942年 - 2022年11月8日）は、カナダ・マニトバ州ウィニペグ出身のプロレスラー。ギミック上の設定はドイツ・ハンブルク出身。生年は諸説あり。
全盛時はナチをギミックとしたドイツ系ヒールとなって、兄弟という設定のクルト・フォン・スタイガーとのフォン・スタイガーズ（The Von Steigers）などで活動した。

## 来歴
1960年のデビュー後は、本名のローン・コーレの名義で地元ウィニペグのマディソン・レスリング・クラブなどのリングで活動。同地ではタッグのベルトを奪取している。1967年よりカール・フォン・スタイガーを名乗り、カルガリーのスタンピード・レスリングにてクルト・フォン・スタイガー（アーノルド・パストリックス）とコンビを結成。5月12日にカルガリー版のインターナショナル・タッグ王座を獲得した。
翌1968年からは揃ってアメリカに進出して、オレゴン地区のパシフィック・ノースウエスト・レスリングに参戦、1968年10月12日にはNWAパシフィック・ノースウエスト・タッグ王座を奪取。以降、ビリー・ホワイト・ウルフ&ジョニー・ウォー・イーグル、ルーサー・リンゼイ&シャグ・トーマス、ロニー・メイン&トニー・ボーン、フランキー・レイン&ジミー・スヌーカなどのチームを破り、1971年7月にロイヤル・カンガルーズ（ノーマン・フレデリック・チャールズ3世&ロード・ジョナサン・ボイド）に奪取されるまで、同王座を通算8回獲得した。
その間の1969年5月、クルトと共に日本プロレスに初来日。NETの『NETワールドプロレスリング』の初回放送ではアントニオ猪木&吉村道明と対戦した。同年は後の居住地となるハワイにて、9月10日にペドロ・モラレス&エド・フランシスからNWAハワイ・タッグ王座を奪取している。1970年はオーストラリアに遠征、6月19日にシドニーにてマーク・ルーイン&トニー・パリシを破りIWA世界タッグ王座を獲得した。主戦場のオレゴンでは1971年2月23日、ポートランドにてマッドドッグ・バション&ブッチャー・バションからAWA世界タッグ王座を奪取したとされるが、AWAからは王者チームとして認定されていない。シングルでは1971年6月11日、ユージーンにてドリー・ファンク・ジュニアのNWA世界ヘビー級王座に挑戦している。
1972年からはシングルでの活動が中心となり、12月には全日本プロレスに単独で来日。同時期、アメリカではテキサス州アマリロのNWAウエスタン・ステーツ・スポーツを主戦場とし、1973年4月には日本プロレスから流出してきたインターナショナル・タッグ王座を、返上したフリッツ・フォン・エリックに代わるキラー・カール・クラップのパートナーに起用されて獲得している。同王座は翌月にザ・ファンクスに奪われるが、翌1974年は3月にテリー・ファンク、5月にボブ・バックランドを破り、アマリロ地区のシングルのフラッグシップ・タイトルであるNWAウエスタン・ステーツ・ヘビー級王座を2度獲得した。当時アマリロ地区と密接な提携関係を築いていた全日本プロレスには、1974年1月と1975年2月にも参戦している。
1975年下期はテネシー州メンフィスのNWAミッドアメリカ地区にて、WWWFで活動していたオットー・フォン・ヘラー（マイク・ホール）を新パートナーに迎え、6月16日にトージョー・ヤマモト&ジミー・ゴールデンからNWA南部タッグ王座を奪取。また、同地区では覆面レスラーのマスクド・スーパースター3号（The Masked Superstar #3）に変身し、マスクド・スーパースター1号（ドン・グリーン）とのコンビでも活動した。
その後、フォン・スタイガーズを再結成して、1976年8月に新日本プロレスに初参戦。アンドレ・ザ・ジャイアントともタッグを組み、猪木とのシングルマッチも行われた。帰国後はアラバマ地区にて、9月にNWAサウスイースタン・タッグ王座を奪取。1977年7月16日にはサンフランシスコにて、トーナメントの決勝でケビン・サリバン&ゴールデンを破りNWA世界タッグ王座を獲得、11月12日にレイ・スティーブンス&ムーンドッグ・メインにタイトルを奪われるも12月7日に奪還、翌1978年1月28日にブラック・ゴールドマン&エル・ゴリアスに破れるまで保持した。
王座陥落を機にクルトとのコンビを再び解消し、以降はハワイや全日本プロレスを主戦場に活動。ハワイでは1979年2月14日、ホノルルにてジャイアント馬場と対戦している。同年4月4日にはトーナメントの決勝でケビン・フォン・エリックを破り、NWAハワイ・ヘビー級王座を獲得した。全日本プロレスでは、1980年8月の来日時にクルト・フォン・ヘスと組んでPWF杯争奪タッグ・トーナメントに出場、1回戦でマスカラス・ブラザーズ（ミル・マスカラス&ドス・カラス）と対戦した。その後もベテランの中堅外国人として、全日本プロレスには1987年5月まで定期的に来日した。
2022年11月8日、心不全により死去。80歳没。晩年はワシントン州に居住していた。

## 獲得タイトル
マディソン・レスリング・クラブ
- MWCタッグ王座：2回（w / Orest Antonation、ボブ・ブラウン）[31]

スタンピード・レスリング
- インターナショナル・タッグ王座：1回（w / クルト・フォン・スタイガー）[7]

パシフィック・ノースウエスト・レスリング
- NWAパシフィック・ノースウエスト・タッグ王座：7回（w / クルト・フォン・スタイガー）[8]

ワールド・チャンピオンシップ・レスリング
- IWA世界タッグ王座（オーストラリア版）：1回（w / クルト・フォン・スタイガー）

NWAウエスタン・ステーツ・スポーツ
- NWAウエスタン・ステーツ・ヘビー級王座：2回[17]
- NWAウエスタン・ステーツ・タッグ王座：4回（w / ハンス・ミューラー、サイクロン・ネグロ、ザ・パトリオット、Seigfried Steinke）[32]
- NWAインターナショナル・タッグ王座：1回（w / キラー・カール・クラップ）[16]

NWAミッドパシフィック・プロモーションズ
- NWAハワイ・ヘビー級王座：1回[29]
- NWAハワイ・タッグ王座：3回（w / クルト・フォン・スタイガー×2、ミスター・フジ）[11]

NWAミッドアメリカ
- NWA南部タッグ王座（ミッドアメリカ版）：2回（w / オットー・フォン・ヘラー）[22]

サウスイースタン・チャンピオンシップ・レスリング
- NWAサウスイースタン・タッグ王座：4回（w / クルト・フォン・スタイガー）[26]

NWAサンフランシスコ
- NWA世界タッグ王座（サンフランシスコ版）：2回（w / クルト・フォン・スタイガー）[27]